# Роландо Б'янкі
Роландо Б'янкі (італ. Rolando Bianchi; нар. 15 лютого 1983, Ловере) — італійський футболіст, нападник клубу «Аталанта».
Виступав, зокрема, за «Торіно», а також молодіжну збірну Італії.

## Клубна кар'єра

### «Аталанта»
Народився 15 лютого 1983 року в місті Ловере. Вихованець футбольної школи клубу «Аталанта». Дорослу футбольну кар'єру розпочав 2000 року в основній команді того ж клубу. Дебютував в основному складі клубу у віці 18-ти років, 17 червня 2001 року в матчі з «Ювентусом», вийшовши на заміну за 10 хвилин до кінця зустрічі, той матч «Аталанта» програла 1:2, а сам Б'янкі на поле більше в сезоні не виходив. У наступному році він грав у складі клубу 3 рази в чемпіонаті та один раз в кубку, а ще через рік 16 разів в чемпіонаті. В той сезон клуб вилетів в Серію Б, де Роландо втратив місце в команді, зігравши за півроку лише в одному матчі.

### «Кальярі»
На початку 2004 року Б'янкі був проданий «Кальярі», хоча частина прав на футболіста залишилася у «Аталанти». За «Кальярі» до кінця сезону Б'янкі зіграв в чемпіонаті 14 разів та навіть забив 2 голи, чим допоміг клубу, що знаходився в Серії Б, вийти у вищий італійський дивізіон. У сезоні 2004/05 у Серії А Б'янкі вже був гравцем основи клубу з Сардинії, провівши 25 матчів та забивши 2 голи, цікаво, що перший він забив «Сієні», через хвилину після виходу на поле, а другий «Реджині» на останній хвилині гри.

### «Реджина»
Влітку 2005 року Б'янкі був куплений «Реджиною», яка виявила інтерес до форварда після пам'ятного гола на 89-й хвилині, але на початку сезону, в матчі молодіжної збірної Італії проти однолітків з Шотландії, Роландо отримав важку травму коліна. Ця травма призвела до того, що весь сезон у форварда був зіпсований: він провів лише 9 матчів (1 гол), а більшу частину часу просто лікувався. Єдиний гол Б'янкі забив у дербі з «Мессіною». Але незважаючи на те, що Б'янкі в силу травми не зміг показувати високий клас гри, керівництво «Реджини» вирішило остаточно викупити трансфер гравця, і не прогадало: у наступному сезоні Б'янкі забив у 37 матчах 18 голів, і часто асистував своєму партнеру по атаці Ніколо Аморузо, який забив 17 м'ячів. Ці два форварда, що стали найрезультативнішою парою чемпіонату, буквально «врятували» «Реджіну» від вильоту з серії А.

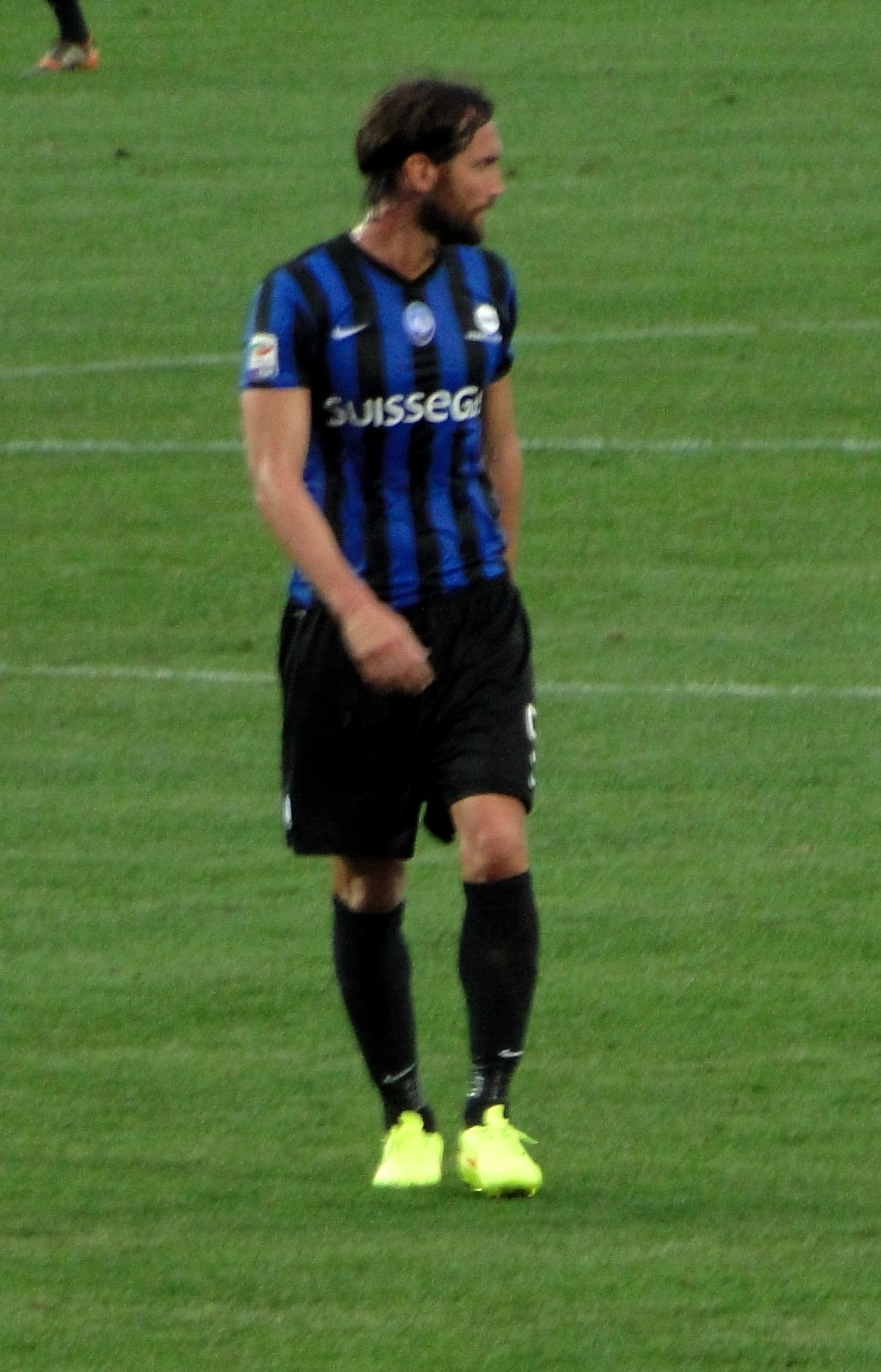
Роландо Б'янкі під час виступів за «Аталанту». 31 серпня 2014 року

### «Манчестер Сіті»
Результативність форварда призвела до інтересу багатьох клубів, включаючи провідні італійські клуби, але, після довгих переговорів, переможцем у сутичці за нападника став англійський клуб «Манчестер Сіті», якій заплатив за трансфер італійця 13 млн євро. Але справи в Англії у Роландо не пішли, довіра з боку шведського наставника «Сіті» Свен-Йорана Ерікссона, який наполягав на покупці Б'янкі, змінилася на невпевненість в італійців: Роландо дедалі частіше залишався на лаві запасних, виходячи на поле лише на заміну. Уже в жовтні англійські ЗМІ стали пророкувати швидке повернення форварда на Апенніни. Б'янкі цікавилися не лише в Італії, але і Іспанії, наприклад, «Еспаньйол» запропонував за форварда 7 млн  фунтів.

### «Лаціо»
23 січня 2008 року Б'янкі був орендований у «Манчестер Сіті» клубом «Лаціо», з правом викупу гравця за 12 млн євро та контрактом до 2012 року. Роландо взяв номер 9, який раніше належав Паоло Ді Каніо, кумира тіффозі Риму і який два роки ніхто не носив. Б'янкі хотів бачити в своїх рядах і «Торіно», але римський клуб виявився більш спритним, через що вболівальники «Торіно» напали на президента «Лаціо» Клаудіо Лотіто, дізнавшись, що Б'янкі не гратиме в їхньому клубі.
27 січня Б'янкі дебютував в «Лаціо» в матчі проти «Торіно» на 60-й хвилині, замінивши Томмазо Роккі, але вже через кілька хвилин форвард отримав дві жовті картки та залишив поле. 27 лютого Б'янкі забив свій перший за «Лаціо» гол — у ворота його колишнього клубу «Реджини». Тренер «Лаціо» Деліо Россі вирішує вибудувати схему гри клубу з трьома нападниками, це приносить свої плоди: Б'янкі забиває м'яч у ворота «Мілана» на Сан-Сіро, принісши своїй команді нічию, а також у ворота «Ювентуса». Всього ж за «Лаціо» Б'янкі забиває 4 м'ячі.

### «Торіно»
Після закінчення сезону Б'янкі був змушений повернутися в «Манчестер Сіті» через те, що «Лаціо» вирішило не викупляти його трансфер. Але все ж Роландо повернувся до Італії, його купив клуб «Торіно», що цікавився форвардом ще півроку тому, заплативши за трансфер футболіста 7,3 млн євро. Контракт форварда був розрахований на 5 років з щорічною виплатою мільйона євро. У новій команді нападник дебютував у першому турі чемпіонату Італії, 31 серпня 2008 року в матчі проти «Лечче», в якому нападник і відзначився, зробивши на 75-ій хвилині остаточний рахунок 3:0 на користь туринців. За підсумками першого ж сезону туринці зайняли 18 місце і вилетіли з Серії А. Незважаючи на це Б'янкі залишився в команді.
Протягом трьох років, що гравець провів у другому італійському дивізіоні, ним цікавились інши клуби. Так у листопаді 2010 Б'янкі зацікавився «Мілан», а влітку 2011 року — київське «Динамо», запропонувавши зарплату 3 мільйони євро на рік. Незважаючи на це Роландо залишився в своєму старому клубі, якому 2012 року допоміг повернутись в еліту. У новому сезоні сезоні 2012/13 в Серії А Роландо і надалі лишався основним лідером атак команди (32 матчі, 11 голів), проте по завершенню сезоні покинув клуб на правах вільного агента. Всього він відіграв за туринську команду п'ять сезонів своєї ігрової кар'єри. Більшість часу, проведеного у складі «Торіно», був основним гравцем атакувальної ланки команди — нападник провів 137 матчів і забив 60 голів.

### «Болонья» та оренда в «Аталанту»
У липні 2013 року форвард перейшов в  «Болонью». 30-річний форвард дістався новому клубу безкоштовно, оскільки його контракт з «Торіно» закінчився 30 червня. Футболіст підписав угоду за схемою 3+1. Також гравцем цікавилися «Дженоа», «Фіорентина» і «Наполі». Проте в новій команді справи у Роландо пішли невдало: за сезон він забив лише 3 голи в чемпіонаті за 28 ігор, а сама «Болонья» вилетіла з Серії А.
Після цього влітку 2014 року Б'янкі на правах оренди повернувся до рідного клубу «Аталанта». Відтоді встиг відіграти за бергамський клуб 15 матчів в національному чемпіонаті.

## Виступи за збірні
2000 року дебютував у складі юнацької збірної Італії, взяв участь у 5 іграх на юнацькому рівні.
З 2002 року залучався до складу молодіжної збірної Італії. У її складі взяв участь у молодіжному чемпіонаті Європи 2006 року, де навіть забив гол у ворота збірної Данії (3:3), проте його збірна так і не змогла вийти з групи. Всього на молодіжному рівні зіграв у 16 офіційних матчах, забив 8 голів.

## Статистика виступів

### Статистика клубних виступів
| Сезон                | Команда              | Чемпіонат            | Чемпіонат | Чемпіонат | Національний кубок | Національний кубок | Національний кубок | Континентальні кубки | Континентальні кубки | Континентальні кубки | Інші змагання | Інші змагання | Інші змагання | Усього | Усього |
| Сезон                | Команда              | Ліга                 | Ігор      | Голів     | Ліга               | Ігор               | Голів              | Ліга                 | Ігор                 | Голів                | Ліга          | Ігор          | Голів         | Ігор   | Голів  |
| -------------------- | -------------------- | -------------------- | --------- | --------- | ------------------ | ------------------ | ------------------ | -------------------- | -------------------- | -------------------- | ------------- | ------------- | ------------- | ------ | ------ |
| 2000-01              | «Аталанта»           | A                    | 1         | 0         | КІ                 | 0                  | 0                  | —                    | —                    | —                    | —             | —             | —             | 1      | 0      |
| 2001-02              | «Аталанта»           | A                    | 3         | 0         | КІ                 | 1                  | 1                  | —                    | —                    | —                    | —             | —             | —             | 4      | 1      |
| 2002-03              | «Аталанта»           | A                    | 16        | 0         | КІ                 | 1                  | 0                  | —                    | —                    | —                    | —             | —             | —             | 17     | 0      |
| 2003-04              | «Аталанта»           | B                    | 1         | 0         | КІ                 | 0                  | 0                  | —                    | —                    | —                    | —             | —             | —             | 1      | 0      |
| 2003-04              | «Кальярі»            | B                    | 14        | 2         | КІ                 | 0                  | 0                  | —                    | —                    | —                    | —             | —             | —             | 14     | 2      |
| 2004-05              | «Кальярі»            | A                    | 25        | 2         | КІ                 | 7                  | 2                  | —                    | —                    | —                    | —             | —             | —             | 32     | 4      |
| Усього за «Кальярі»  | Усього за «Кальярі»  | Усього за «Кальярі»  | 39        | 4         |                    | 7                  | 2                  |                      | —                    | —                    |               | —             | —             | 46     | 6      |
| 2005-06              | «Реджина»            | A                    | 9         | 1         | КІ                 | 0                  | 0                  | —                    | —                    | —                    | —             | —             | —             | 9      | 1      |
| 2006-07              | «Реджина»            | A                    | 37        | 18        | КІ                 | 3                  | 2                  | —                    | —                    | —                    | —             | —             | —             | 40     | 20     |
| Усього за «Реджину»  | Усього за «Реджину»  | Усього за «Реджину»  | 46        | 19        |                    | 3                  | 2                  |                      | —                    | —                    |               | —             | —             | 49     | 21     |
| 2007-08              | «Манчестер Сіті»     | ПЛ                   | 19        | 4         | КА+КЛ              | 5+3                | 1+1                | —                    | —                    | —                    | —             | —             | —             | 27     | 6      |
| 2007-08              | «Лаціо»              | A                    | 15        | 4         | КІ                 | 2                  | 0                  | —                    | —                    | —                    | —             | —             | —             | 17     | 4      |
| 2008-09              | «Торіно»             | A                    | 28        | 9         | КІ                 | 2                  | 1                  | —                    | —                    | —                    | —             | —             | —             | 30     | 10     |
| 2009-10              | «Торіно»             | B                    | 39+4      | 24+2      | КІ                 | 2                  | 1                  | —                    | —                    | —                    | —             | —             | —             | 45     | 27     |
| 2010-11              | «Торіно»             | B                    | 33        | 19        | КІ                 | 0                  | 0                  | —                    | —                    | —                    | —             | —             | —             | 33     | 19     |
| 2011-12              | «Торіно»             | B                    | 37        | 8         | КІ                 | 2                  | 0                  | —                    | —                    | —                    | —             | —             | —             | 39     | 8      |
| 2012-13              | «Торіно»             | A                    | 32        | 11        | КІ                 | 1                  | 2                  | —                    | —                    | —                    | —             | —             | —             | 33     | 13     |
| Усього за «Торіно»   | Усього за «Торіно»   | Усього за «Торіно»   | 169+4     | 71+2      |                    | 7                  | 4                  |                      | —                    | —                    |               | —             | —             | 180    | 77     |
| 2013-14              | «Болонья»            | A                    | 28        | 3         | КІ                 | 1                  | 0                  | —                    | —                    | —                    | —             | —             | —             | 29     | 3      |
| 2014-15              | «Аталанта»           | A                    | 15        | 0         | КІ                 | 3                  | 1                  | —                    | —                    | —                    | —             | —             | —             | 18     | 1      |
| Усього за «Аталанту» | Усього за «Аталанту» | Усього за «Аталанту» | 36        | 0         |                    | 5                  | 2                  |                      | —                    | —                    |               | —             | —             | 41     | 2      |
| Усього за кар'єру    | Усього за кар'єру    | Усього за кар'єру    | 353+4     | 105+2     |                    | 32                 | 12                 |                      | —                    | —                    |               | —             | —             | 389    | 119    |